# Soler-Modell
Das Soler-Modell ist ein Modell aus der Quantenfeldtheorie zur Beschreibung von Dirac-Fermionen unter der Vier-Fermionen-Wechselwirkung in einer Zeitdimension und drei Raumdimensionen, beschrieben durch eine nichtlineare Dirac-Gleichung. Untersucht wurde das Soler-Modell erstmals von Dmitri Iwanenko im Jahr 1938 und erneut eingeführt von Mario Soler im Jahr 1970.

## Lagrange-Dichte
Die Lagrange-Dichte des Soler-Modells verallgemeinert dabei die der Dirac-Gleichung durch einen zusätzlichen Wechselwirkungsterm:
{\displaystyle {\mathcal {L}}={\overline {\psi }}(i\partial \!\!\!/\,-m)\psi +{\frac {g}{2}}\left({\overline {\psi }}\psi \right)^{2}.}
Mit der Euler–Lagrange-Gleichung ergibt sich daraus:
{\displaystyle {\frac {\partial {\mathcal {L}}}{\partial {\overline {\psi }}}}-\partial _{\mu }{\frac {\partial {\mathcal {L}}}{\partial (\partial _{\mu }{\overline {\psi }})}}=(i\partial \!\!\!/\,-m)\psi +g\left({\overline {\psi }}\psi \right)\psi =0.}
Es lässt sich ebenfalls eine verallgemeinerte Lagrange-Dichte für das Soler-Modell betrachten:
{\displaystyle {\mathcal {L}}={\overline {\psi }}(i\partial \!\!\!/\,-m)\psi +{\frac {g}{n+1}}\left({\overline {\psi }}\psi \right)^{n+1}.}
Für diese folgt aus der Euler-Lagrange-Gleichung:
{\displaystyle {\frac {\partial {\mathcal {L}}}{\partial {\overline {\psi }}}}-\partial _{\mu }{\frac {\partial {\mathcal {L}}}{\partial (\partial _{\mu }{\overline {\psi }})}}=(i\partial \!\!\!/\,-m)\psi +g\left({\overline {\psi }}\psi \right)^{n}\psi =0.}